# Bhutaramanahatti, Belgaum
Bhutaramanahatti là một làng thuộc tehsil Belgaum, huyện Belgaum, bang Karnataka, Ấn Độ.